# ヨーロッパ特急 (映画)
『ヨーロッパ特急』（ヨーロッパとっきゅう）は、1984年公開の日本映画。武田鉄矢主演。

## 概要
TEE（ヨーロッパ国際特急）の撮影に情熱を傾ける日本人カメラマンと、身分を隠したある国の王女とのラブストーリーである。映画『ローマの休日』とプロットが似ており、この名作へのオマージュとされている。
また、主人公は鉄道写真家の南正時がモデルで、南自身の撮影エピソードが本作に用いられている。

## ストーリー
森田次郎は、ヨーロッパ中の列車の写真を撮るため旅をしているカメラマン。アムステルダムでビビアン・リーと名乗る女性と知り合う。泥酔した彼女をホテルに泊めた次郎だが、朝起きたビビアンに大騒ぎされる。次郎がアムステルダム中央駅からパリ行きの列車に乗ると、男に追いかけられたビビアンが列車に飛び乗ってきた。結局、二人して撮影旅行をするのだった。
二人はその後、ブリュッセル、パリ、ドーヴィル、ジュネーブ、ヴェネツィアと旅を続けるが、ビビアンを追いかける男たちが行く先々でたびたび現れる。そしてついに、ビビアンはヴェネツィアでイタリア警察によって保護され、次郎はビビアンの正体が王女であることを初めて知る。翌朝、気落ちした次郎はホテルでテレビを観ていると、テレビでは空港で記者会見をするビビアンが映っていた。それを観た次郎は一目散に空港へと走るのであった。

## 出演
- 森田次郎：武田鉄矢
- ビビアン・リー／リリアン王女：カブリエル・サニエ
- ジュディ：マリア・シュナイダー
- ミッシェル：ルネ・クレマン
- シェリー：ミレーヌ・ドモンジョ
- 侍従長：ジョルジュ・ムスタキ
- シルビア：ムニ・ダルメ
- フレディ：アラン・リュバン
- スコット：シャルル・シュナイダー
- 日本領事館の事務官：樋口保
- パリの娼婦：わかべ由美

## スタッフ
- 監督：大原豊
- 脚本：大原豊、黒井和男
- 製作者：黒井和男
- 撮影協力：フランス政府観光局、スイス政府観光局、イタリア政府観光局、ドイツ観光局、オランダ国立観光協会
- 音楽：林哲司
- 主題歌：ポール・スレード「フレンド」（作詞：Paul Slade　作曲：Jack Arel）
- 音楽協力：パシフィック音楽出版
- 撮影：加藤雄大
- 編集：長田千鶴子
- 美術：西村伸明
- 録音：本田孜
- 照明：大久保武志
- 助監督：米山紳、新村良二、栗野裕彦
- タイトル：デン・フィルムエフェクト
- 音効：福島音響
- MA：アオイスタジオ
- 現像：東京現像所、LTC現像所（フランス）
- 企画：大川欽也、黒木照美
- プロデュース：藤倉博
- 協力：日本航空、富士写真フイルム

## その他
本作は軍事政権下のミャンマーでも上映され、当地で高い人気を博している。更に2005年には、本作のリメイク版がミャンマーで製作された。

## 脚註
1. ↑  ミャンマー文化・スポーツ交流ミッション提言 日本国外務省
2. ↑  高野秀行.『ミャンマーの柳生一族』pp199-206
3. ↑  ミャンマーがハリウッドになった！？ 高野秀行のオフィシャル・ブログ